# Turska Gora
Turska Gora – szczyt w Alpach Kamnickich, w Słowenii. Pobliskie szczyty to Brana, Skuta i Rinka.